# Temporada 1971-72 de l'NBA
La temporada 1971-72 de l'NBA fou la 26a en la història de l'NBA. Los Angeles Lakers fou el campió després de guanyar a New York Knicks per 4-1.

## Classificacions

### Conferència Est
| Equip              | V  | D  | %V   | P  |
| ------------------ | -- | -- | ---- | -- |
| Boston Celtics     | 56 | 26 | ,683 | -  |
| New York Knicks    | 48 | 34 | ,585 | 8  |
| Philadelphia 76ers | 30 | 52 | ,366 | 26 |
| Buffalo Braves     | 22 | 60 | ,268 | 34 |

| Equip               | V  | D  | %V   | P  |
| ------------------- | -- | -- | ---- | -- |
| Baltimore Bullets   | 38 | 44 | ,463 | -  |
| Atlanta Hawks       | 36 | 46 | ,439 | 2  |
| Cincinnati Royals   | 30 | 52 | ,366 | 8  |
| Cleveland Cavaliers | 23 | 59 | ,280 | 15 |

### Conferència Oest
| Equip           | V  | D  | %V   | P  |
| --------------- | -- | -- | ---- | -- |
| Milwaukee Bucks | 63 | 19 | ,768 | -  |
| Chicago Bulls   | 57 | 25 | ,695 | 6  |
| Phoenix Suns    | 49 | 33 | ,598 | 14 |
| Detroit Pistons | 26 | 56 | ,317 | 37 |

| Equip                  | V  | D  | %V   | P  |
| ---------------------- | -- | -- | ---- | -- |
| Los Angeles Lakers C   | 69 | 13 | ,841 | -  |
| Golden State Warriors  | 51 | 31 | ,622 | 18 |
| Seattle SuperSonics    | 47 | 35 | ,573 | 22 |
| Houston Rockets        | 34 | 48 | ,415 | 35 |
| Portland Trail Blazers | 18 | 64 | ,220 | 51 |

* V: Victòries
* D: Derrotes
* %V: Percentatge de victòries
* P: Diferència de partits respecte al primer lloc
* C: Campió

## Estadístiques
| Categoria                   | Jugador             | Equip              | Mitjana/% |
| --------------------------- | ------------------- | ------------------ | --------- |
| Punts per partit            | Kareem Abdul-Jabbar | Milwaukee Bucks    | 34,8      |
| Rebots per partit           | Wilt Chamberlain    | Los Angeles Lakers | 19,2      |
| Assistències per partit     | Jerry West          | Los Angeles Lakers | 9,7       |
| Percentatge de tirs de camp | Wilt Chamberlain    | Los Angeles Lakers | 64,9      |
| Percentatge de tirs lliures | Jack Marin          | Baltimore Bullets  | 89,4      |

## Premis
- MVP de la temporada
  -  Kareem Abdul-Jabbar (Milwaukee Bucks)
- Rookie de l'any
  -  Sidney Wicks (Portland Trail Blazers)
- Entrenador de l'any
  -  Bill Sharman (Los Angeles Lakers)
- Primer quintet de la temporada
  - Kareem Abdul-Jabbar, Milwaukee Bucks
  - Spencer Haywood, Seattle SuperSonics
  - John Havlicek, Boston Celtics
  - Jerry West, Los Angeles Lakers
  - Walt Frazier, New York Knicks
- Segon quintet de la temporada
  - Billy Cunningham, Philadelphia 76ers
  - Bob Love, Chicago Bulls
  - Wilt Chamberlain, Los Angeles Lakers
  - Nate Archibald, Cincinnati Royals
  - Archie Clark, Philadelphia 76ers/Baltimore Bullets
- Millor quintet de rookies
  - Sidney Wicks, Portland Trail Blazers
  - Clifford Ray, Chicago Bulls
  - Austin Carr, Cleveland Cavaliers
  - Elmore Smith, Buffalo Braves
  - Phil Chenier, Baltimore Bullets
- Primer quintet defensiu
  - Dave DeBusschere, New York Knicks
  - John Havlicek, Boston Celtics
  - Wilt Chamberlain, Los Angeles Lakers
  - Jerry West, Los Angeles Lakers
  - Walt Frazier, New York Knicks (empate)
  - Jerry Sloan, Chicago Bulls (empate)
- Segon quintet defensiu
  - Paul Silas, Phoenix Suns
  - Nate Thurmond, Golden State Warriors
  - Don Chaney, Boston Celtics
  - Norm Van Lier, Chicago Bulls
  - Bob Love, Chicago Bulls